# Агора Смірни
Агора Смірни, також відома як Агора Ізміра (тур. İzmir Agorası), — давньоримська агора, розташована в Смірні (сучасний Ізмір, Туреччина). Агора була адміністративним, судовим і торговельним центром міста Смірна. Вона була збудована греками у IV столітті до нашої ери, але її зруйнував землетрус у 178 році нашої ери.  Римський імператор Марк Аврелій наказав її реконструювати. Майже всі збережені залишки належать до цього другого періоду.
Розкопки розпочалися у 1933 році й тривали до 1941 року під керівництвом Селахаттіна Кантара, директора Ізмірського музею, та Рудольфа Науманна. Поточний проект розкопок у Смірнській агорі, Алтінпарку та Кадіфекале було розпочато у 2007 році. У 2020 році агора Смірни стала попереднім об'єктом Всесвітньої спадщини як частина «Історичного портового міста Ізмір».
Під агорою Смірни проходять численні водопровідні канали, два з яких і сьогодні залишаються діючими. У самому міському плануванні передбачені природні джерела води. Ці канали були збудовані для транспортування води від джерел до нижчих частин міста або в райони, де в римський період було складно знайти воду. Один із таких водопроводів, що веде безпосередньо до агори, досі використовується. Його було під’єднано до вуличних фонтанів, аби мешканці могли легко отримувати воду.

## Будівлі та споруди агори
1. Брама Святої Фаустини
2. Стародавня вулиця[6]
3. Північна Стоа (Базиліка)
4. Західна Стоа
5. Фрески
6. Коринфська колонада
7. Мусульманський цвинтар часів Османської імперії
8. Дім Саббатая Зеві

### Підвал базиліки
Однією з головних архітектурних споруд Смірнської агори є базиліка, розташована на місці колишнього північного портика. Відвідувачі проходять повз її зовнішню стіну, рухаючись від головного входу до комплексу. Базиліка, зведена у римський період, мала прямокутний план розмірами близько 161 × 29 метрів і використовувалася переважно для ведення судочинства, а  також була популярними для діяльності купців та банкірів, які формували комерційне життя міста. Споруда складалася з трьох надземних рівнів і підвального приміщення, що робить її однією з найбільших базилік, збудованих у римську добу. У конструкцію стін були інтегровані елементи водовідведення та сантехнічної інфраструктури.

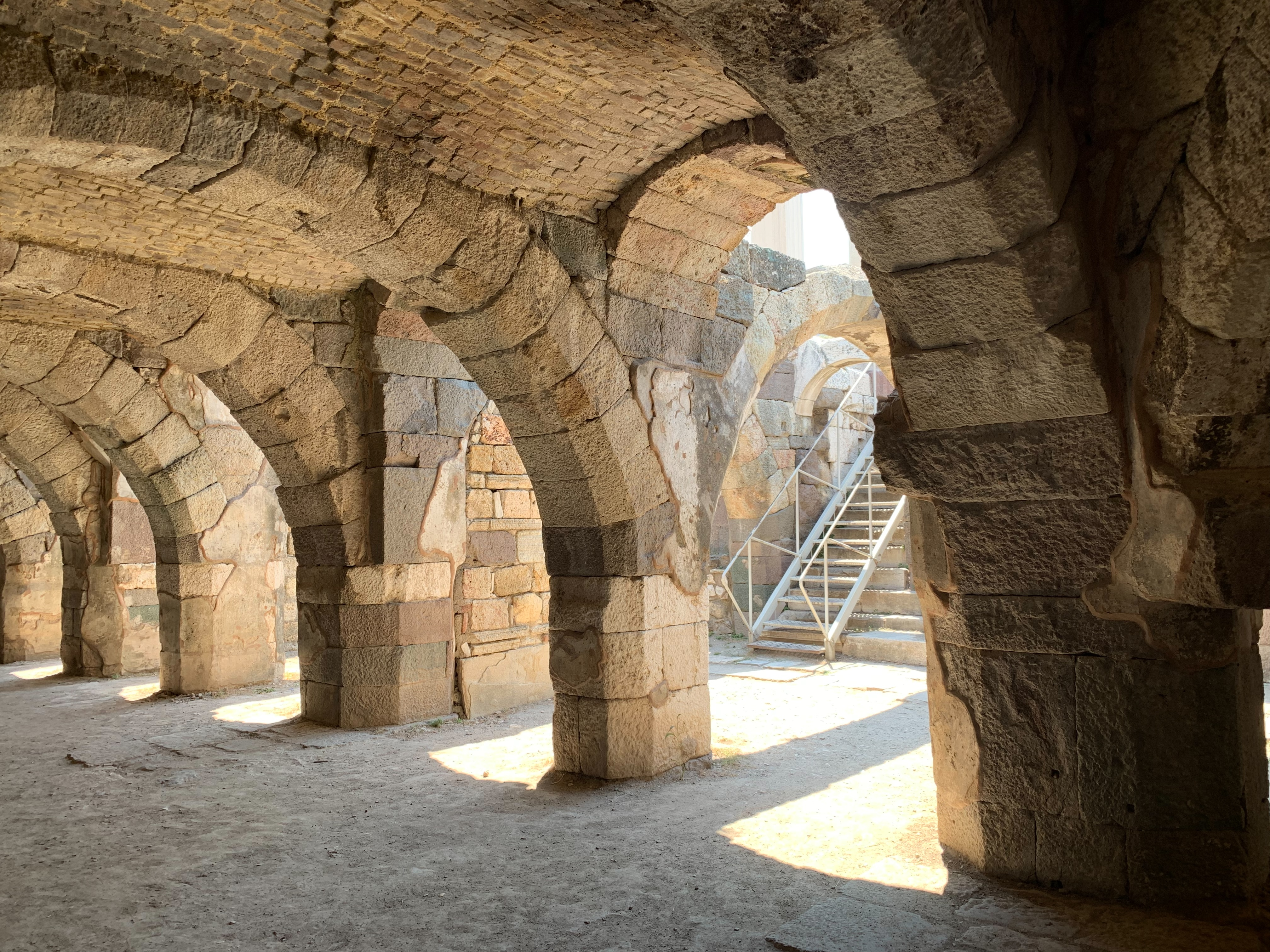
Галерея

Підвальний рівень містить чотири окремі галереї. Перші три, ймовірно, виконували функцію критого ринку, де здійснювалася оптова й роздрібна торгівля, а також слугували складськими приміщеннями. Четверта галерея вирізнялася більш розкішним оформленням — вона була облицьована мармуром, прикрашена фресками та, імовірно, виконувала представницьку функцію. 
На східному та західному кінцях підвального рівня Смірнської агори збереглися витончені хрестові склепіння — характерні зразки римської архітектури, що відзначаються своєю технічною досконалістю та естетикою. Північний фасад базиліки прикрашений двома монументальними порталами, з яких західний нині повністю відкритий. Уздовж цього фасаду розташовано низку склепінчастих крамниць, що свідчить про трансформацію агори у пізньоримський період на простір, що виконував не лише адміністративні, а й комерційні функції.

### Підвал Західного портика

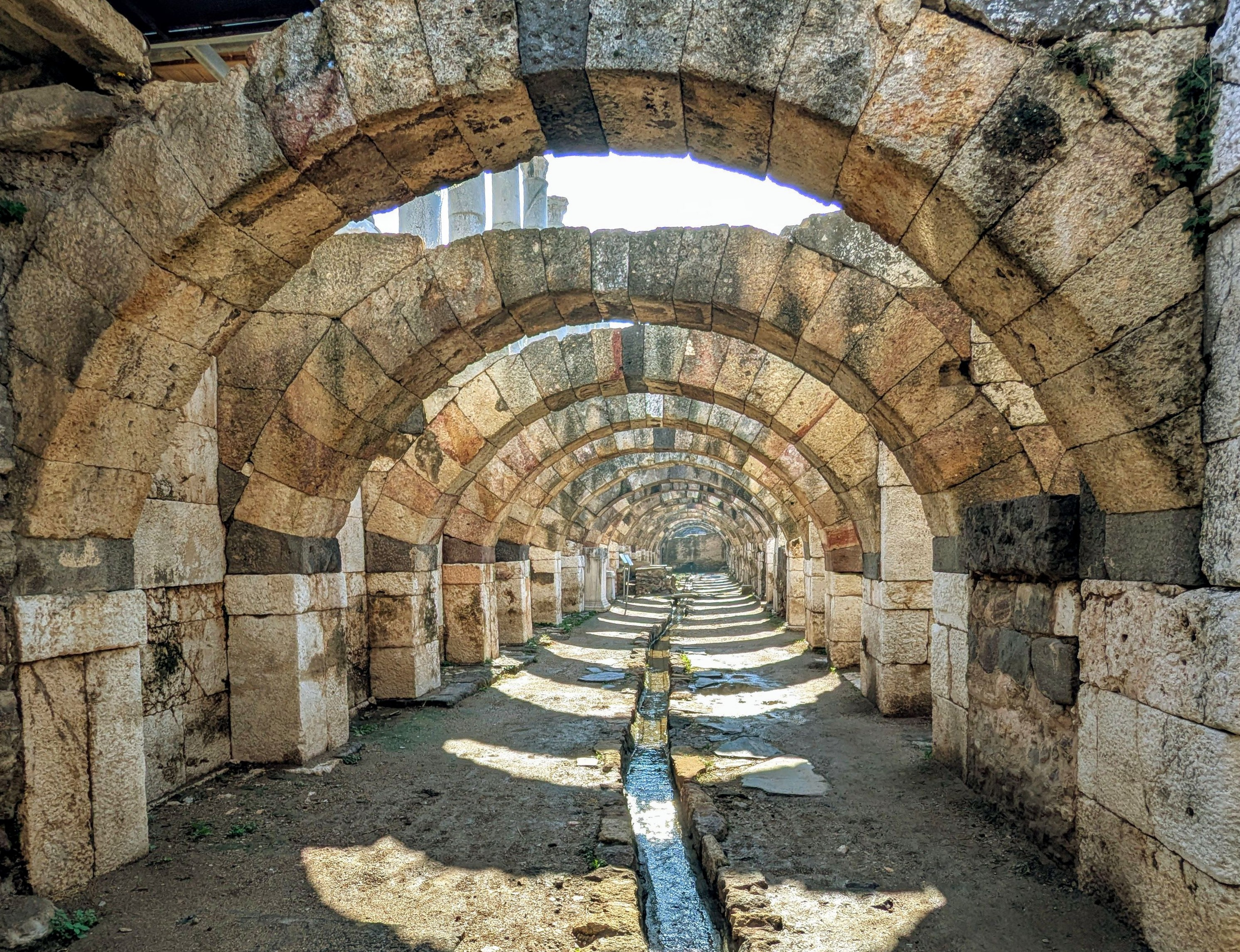
Галерея Західного портика

Підвальне приміщення базиліки безпосередньо з’єднується з підземним рівнем західного портика Смірнської агори, що становить одну з найвизначніших ділянок усього архітектурного комплексу. Фундамент портика є прикладом криптопортика — системи підземних аркад, призначених для підтримки надземних конструкцій. Ця споруда вирізняється високою естетичною привабливістю як на рівні землі, так і зсередини підвальних приміщень.
Під портиком розташовано три арочні галереї. У період еллінізму існували лише дві з них; третя, за сучасною нумерацією, ймовірно, функціонувала як важлива міська артерія — вулиця, що проходила крізь центр античного міста.
Особливу увагу привертає перша галерея, де досі функціонує давній водогінний канал. Цей канал, який датується елліністичним періодом, забезпечував водопостачання Смірнської агори.
Крім архітектурних особливостей, галерея зберегла кілька грецькомовних почесних написів. Один із них присвячений Юлію Менакалу Діофанту, який обіймав посаду головного жреця імператорського культу в провінції Азія та організував п’ятиденні гладіаторські ігри, включно з поєдинками з використанням бойової зброї. Цей напис датується першою половиною III століття. Інший напис був основою статуї Клавдія Арістофана Авреліана, неокора імператорського культу, і датується кінцем II — початком III століття.

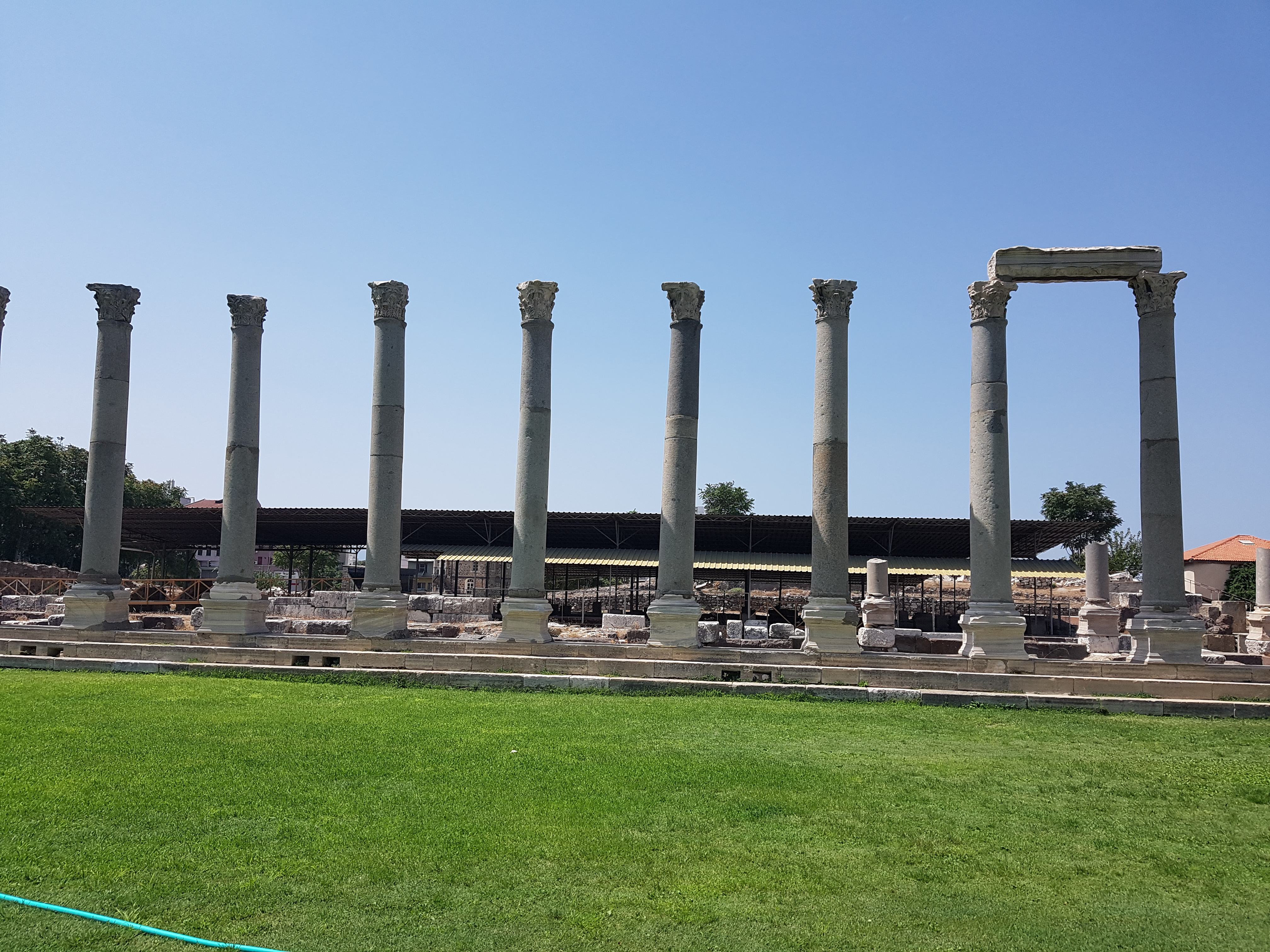
Західний портик

### Західний портик
Західний портик Смірнської агори, частково реконструйований, має довжину близько 83 метрів. Первісно зведений в елліністичний період як одноповерхова споруда, у римську добу він був перебудований у двоповерхову будівлю. Портик прикрашено гранітними колонами на постаментах із коринфськими капітелями, виконаними з мармуру. Існує припущення, що верхній ярус споруди був дерев’яним. Від внутрішнього двору агори до портика вели три кам’яні сходинки.

### Брама Святої Фаустини

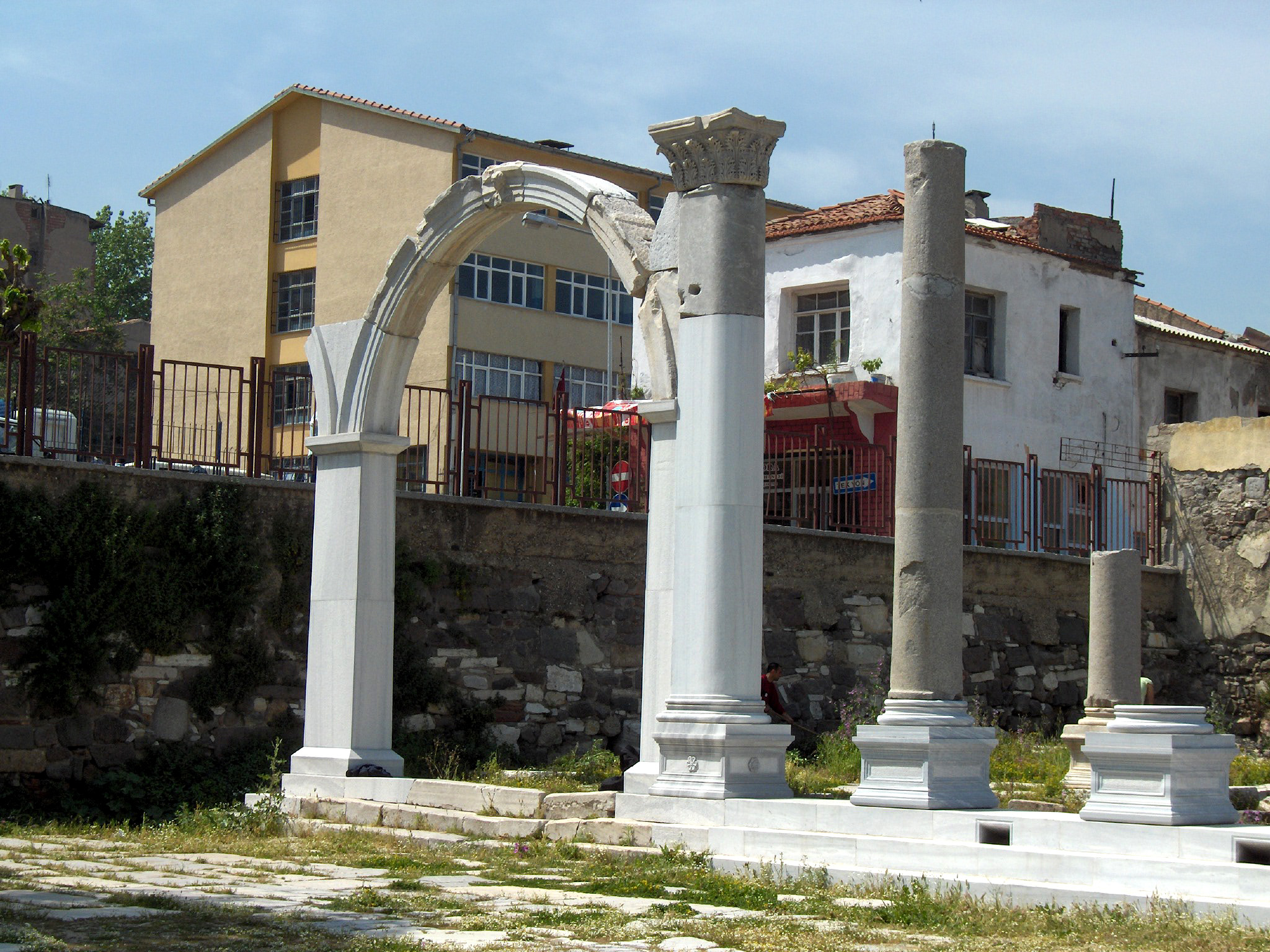
Брама Фаустини

Через територію агори проходила одна з основних східно-західних вулиць давньої Смірни, яка була частиною регулярного сіткового планування міста. Агора була розділена на дві симетричні частини монументальною брамою, встановленою у місці перетину вулиць. На північному замковому камені арки зберігся рельєфний портрет Фаустини — дружини імператора Марка Аврелія. Інша арка, в якій, ймовірно, було зображено самого імператора, не дійшла до нашого часу.
Ці ворота були споруджені як прояв вдячності мешканців Смірни за підтримку Марка Аврелія у відбудові міста після руйнівного землетрусу 178 року н.е. У 1940-х роках арку було відновлено з неточностями у пропорціях, але в 2004 році здійснено реставрацію, що повернула їй автентичний вигляд.

### Внутрішній двір

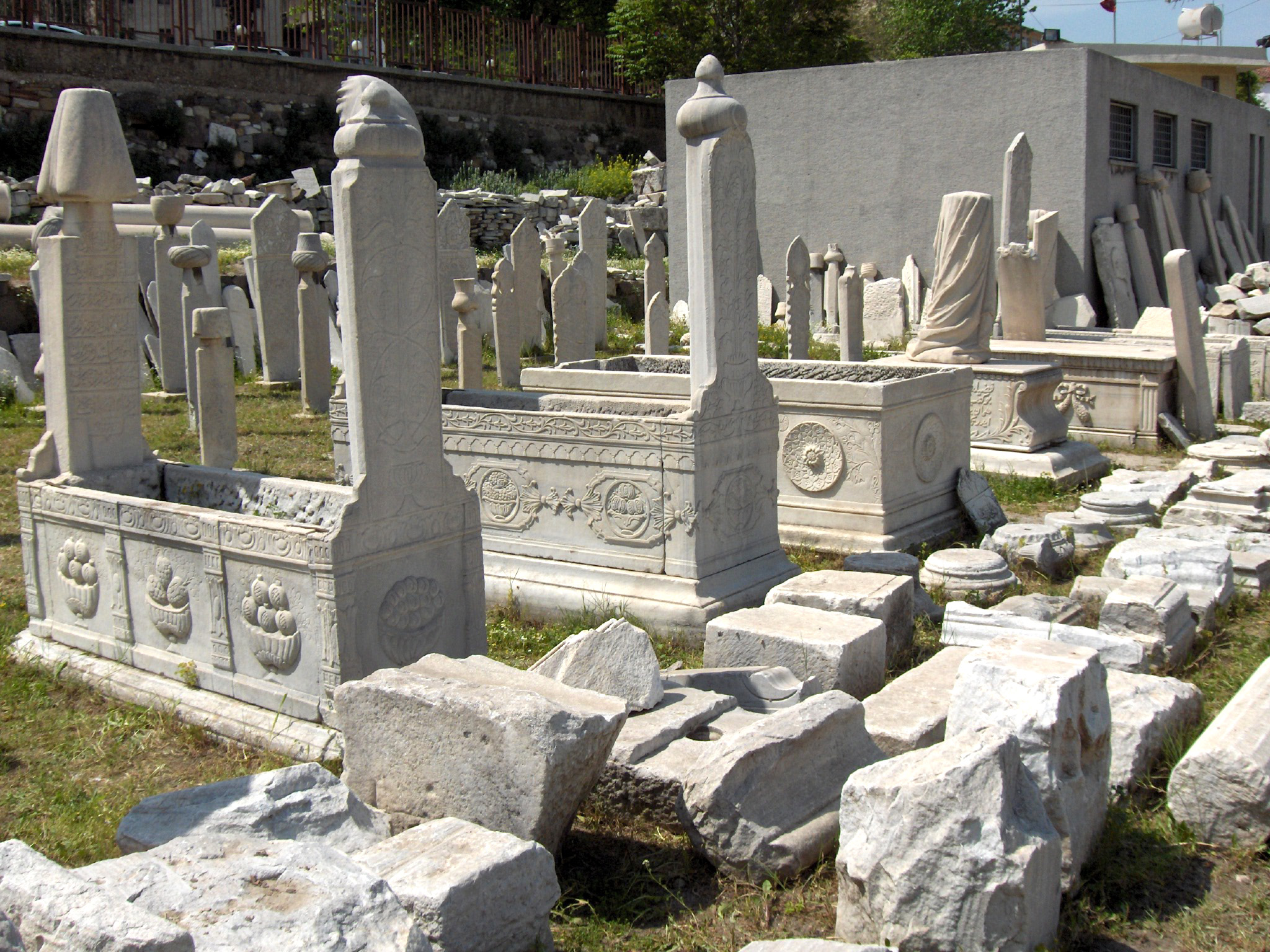
Кладовище

У внутрішньому дворі Смірнської агори розташовано своєрідне «археологічне кладовище» — зону, де зберігаються артефакти, виявлені під час розкопок, але ще не зазнали консервації чи реставрації. Серед них — фрагменти колон, епіграфічні пам’ятки з написами грецькою мовою, а також надгробки та саркофаги, що датуються візантійським і османським періодами. Це місце наочно ілюструє багатошарову історію агори й залишається відкритим для подальших археологічних досліджень та реконструкцій.

### Фрески

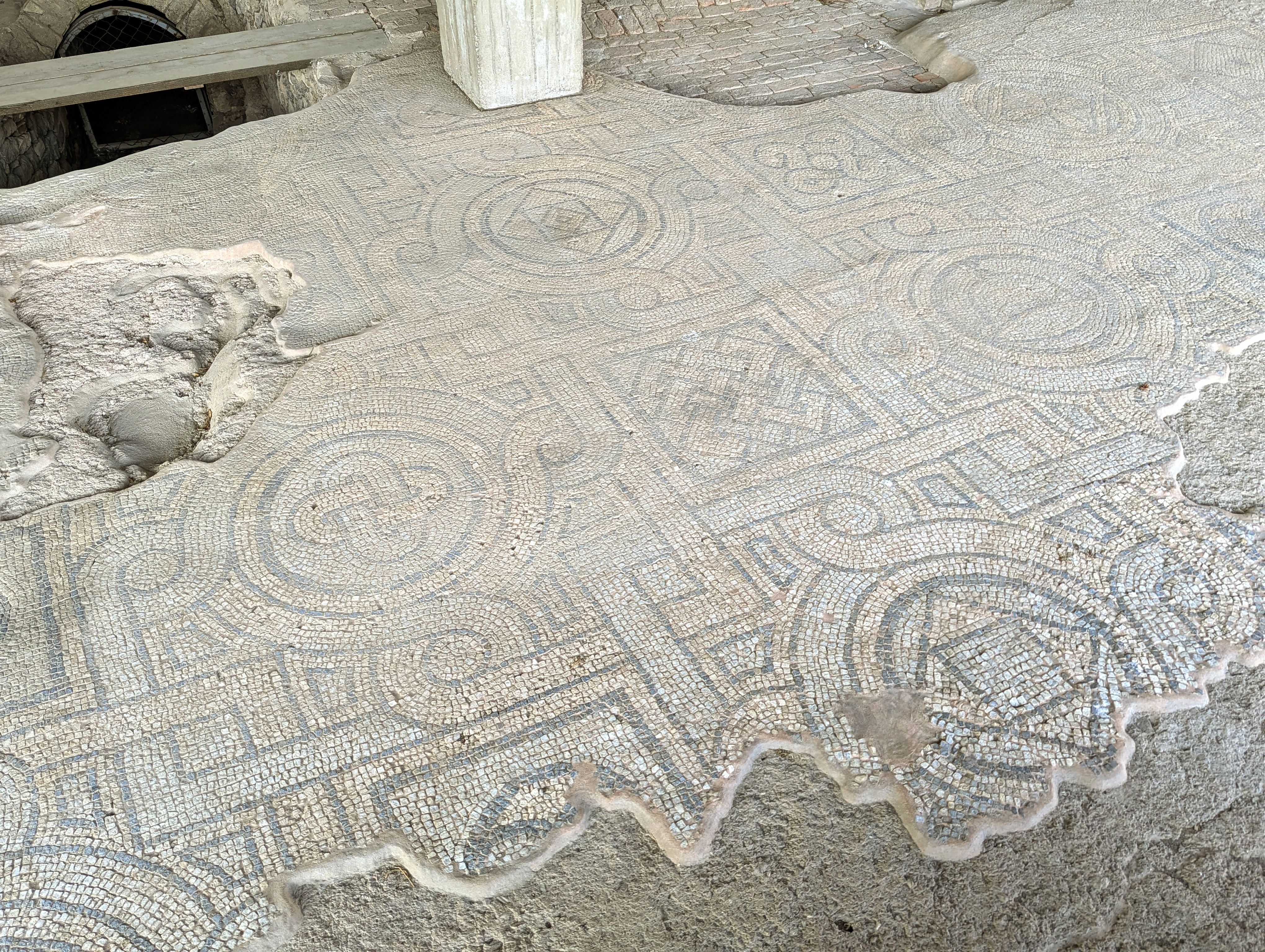
Агора Смірни, мозаїчна підлога

У підвальних приміщеннях та на аркових пілонах базиліки були виявлені численні графіті римського періоду. Вони нанесені як шляхом гравіювання, так і за допомогою фарби на основі заліза та дубового чорнила. Тематика графіті охоплює широкий спектр: зображення кораблів і птахів, любовні надписи, сцени гладіаторських боїв, сексуальні мотиви, згадки імен закоханих, загадки та міські гасла. Зокрема, графіті свідчать про змагання між містами Пергамон, Ефес і Смірна в західній Анатолії.
Ці неофіційні написи становлять  антропологічну цінність, надаючи уявлення про приватне життя та соціальні настрої мешканців античної Смірни. Збірка графіті зі Смірни вважається однією з найбільших у світі і також містить посилання на ранні християнські уявлення, що надає їм виняткової значущості в археологічному контексті.

## Нещодавні відкриття

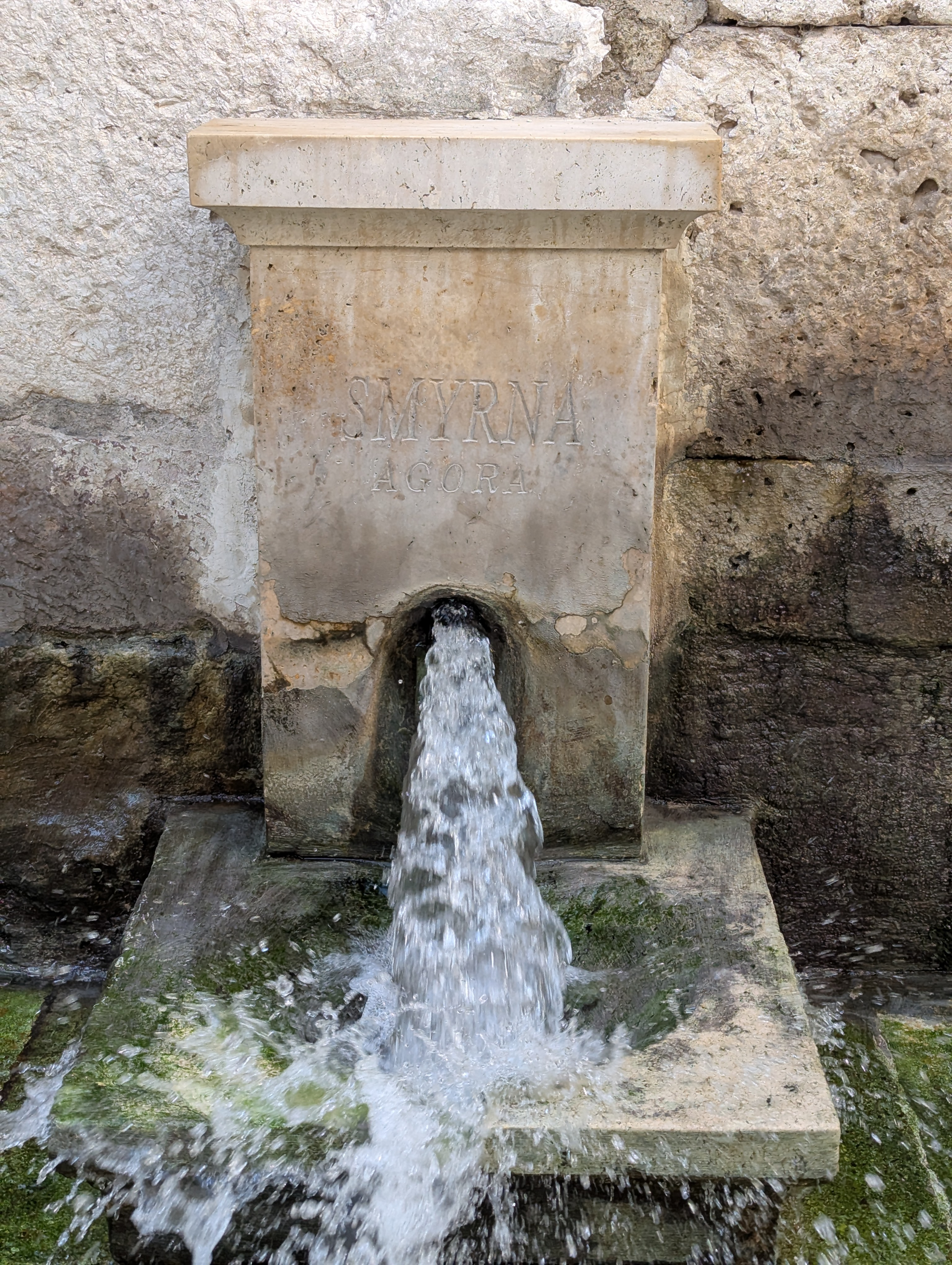
Діяючий фонтан в Агорі Смірни

Нещодавні розкопки на агорі Смірни виявили кілька важливих особливостей:
- Функціонуючий 2000-річний водяний ров, що свідчить про передову інженерію того періоду.
- Фрески на стіні базиліки, які вважаються першим у світі кросвордом.
- Докази співіснування мусульман, християн та євреїв, про що свідчать свічки із зіркою Давида.[5]
- Поточні розкопки наразі зосереджені на цвинтарі османської епохи.[9]

## Відвідування
Вхід для іноземців коштує 6 євро (станом на вересень 2024 року) і відкрита щоденно. Вхід знаходиться з північної сторони ділянки.

## Зовнішні посилання
Вікісховище має мультимедійні дані за темою: Агора Смірни